# Steffen Reinsch
Steffen Reinsch (* 30. März 1985) ist ein ehemaliger deutscher Volleyballspieler.

## Karriere
Reinsch begann seine Karriere 1999 bei der Coburger Turnerschaft 1861 e. V. Mit der Fusion der Volleyballabteilungen der Coburger Turnerschaft 1861 e. V. und des TSV Grub am Forst wechselte Reinsch 2001 zur neu gegründeten VSG Coburg/Grub.
Mit 15 Jahren bestritt Reinsch sein erstes offizielles Spiel im Seniorenbereich und feierte mit seinen Mannschaften mehrere Meistertitel bis zum Aufstieg in die Landesliga. Nachdem der Klassenerhalt mit der zweiten Männermannschaft der VSG Coburg/Grub realisiert wurde, erfolgte die Nominierung für die erste Männermannschaft, die in der Bayernliga spielte. In der zweiten Spielzeit mit dem Bayernligateam gelang der Aufstieg in die Regionalliga und weitere drei Jahre später der Aufstieg in die 2. Volleyball-Bundesliga.
In der zweiten Spielzeit in Deutschlands zweithöchster Spielklasse konnte Reinsch im April 2013 die Meisterschaft und den damit verbundenen Aufstieg in die 1. Volleyball-Bundesliga feiern. Nach nur wenigen Erstliga-Einsätzen zwang ihn eine Rückenverletzung dazu, seine Karriere am 7. Dezember 2013 zu beenden.
Reinsch ging insgesamt 15 Jahre für die VSG Coburg/Grub auf Punktejagd und spielte für den Verein in allen Ligen, von der Kreisliga bis zur Bundesliga. Nach dem Ende seiner aktiven Karriere war er als Scout für die VSG Coburg/Grub tätig.